# Massaker von Wounded Knee

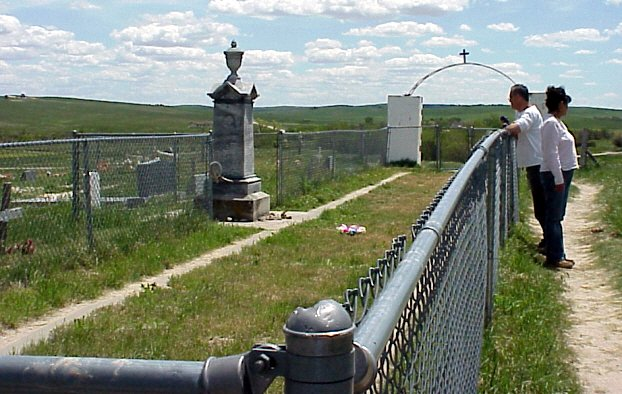
Der Ort des Massakers ist heute eine Gedenkstätte, Wounded Knee 2003

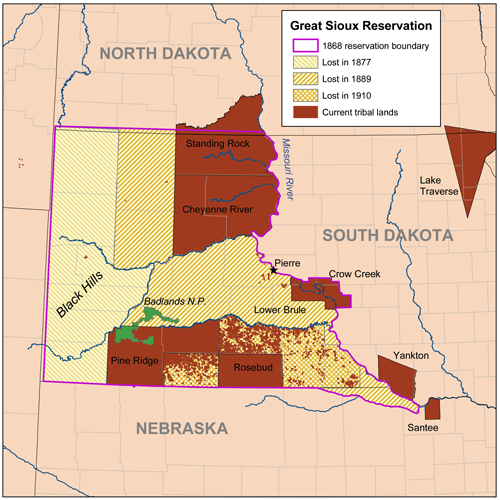
Karte der Great Sioux Reservation und der im Artikel genannten Reservate Standing Rock, Cheyenne River und Pine Ridge, Bad Lands in Grün

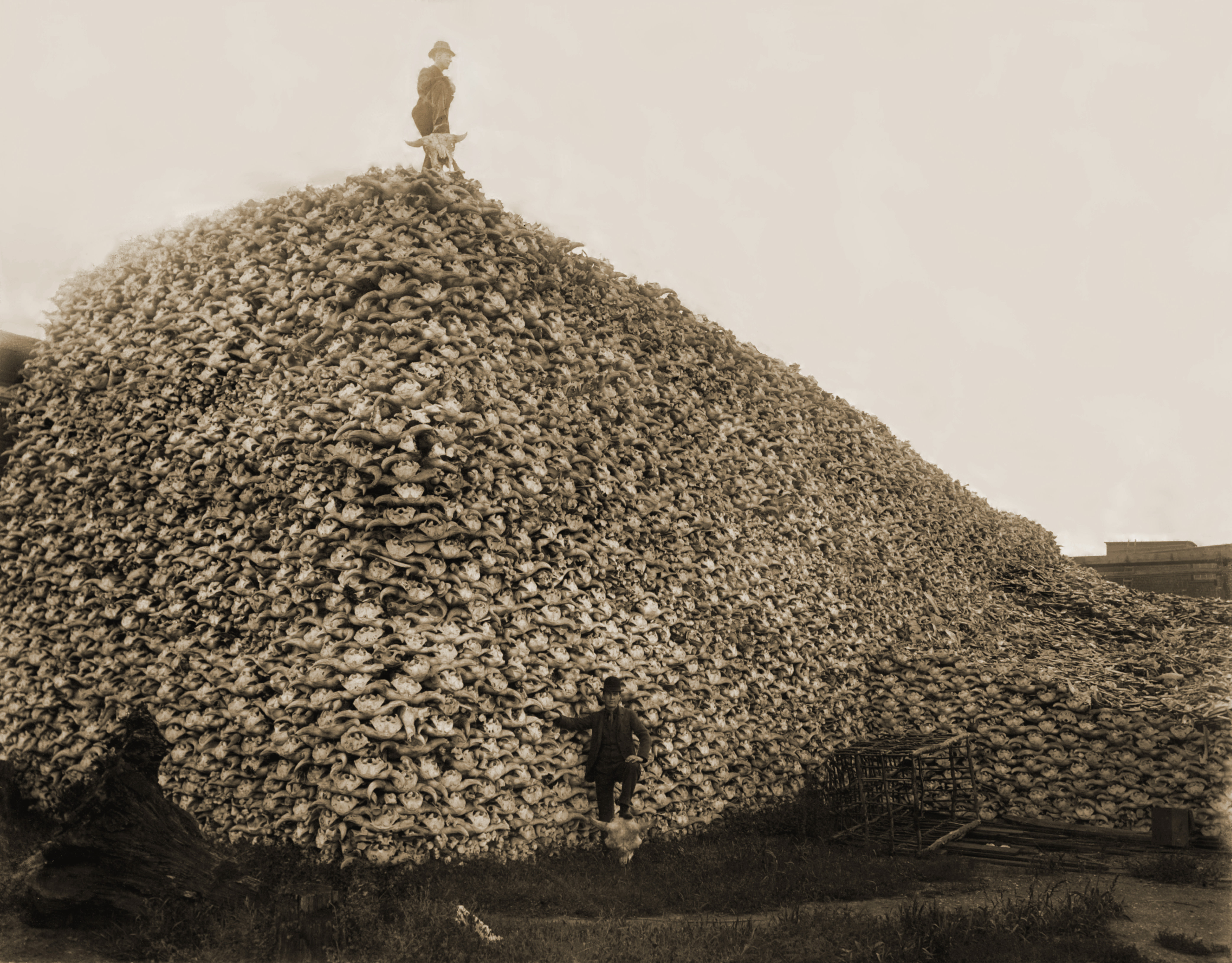
Bisonschädelknochen, um 1870. Bisons stellten die Lebensgrundlage der Sioux-Indianer dar.

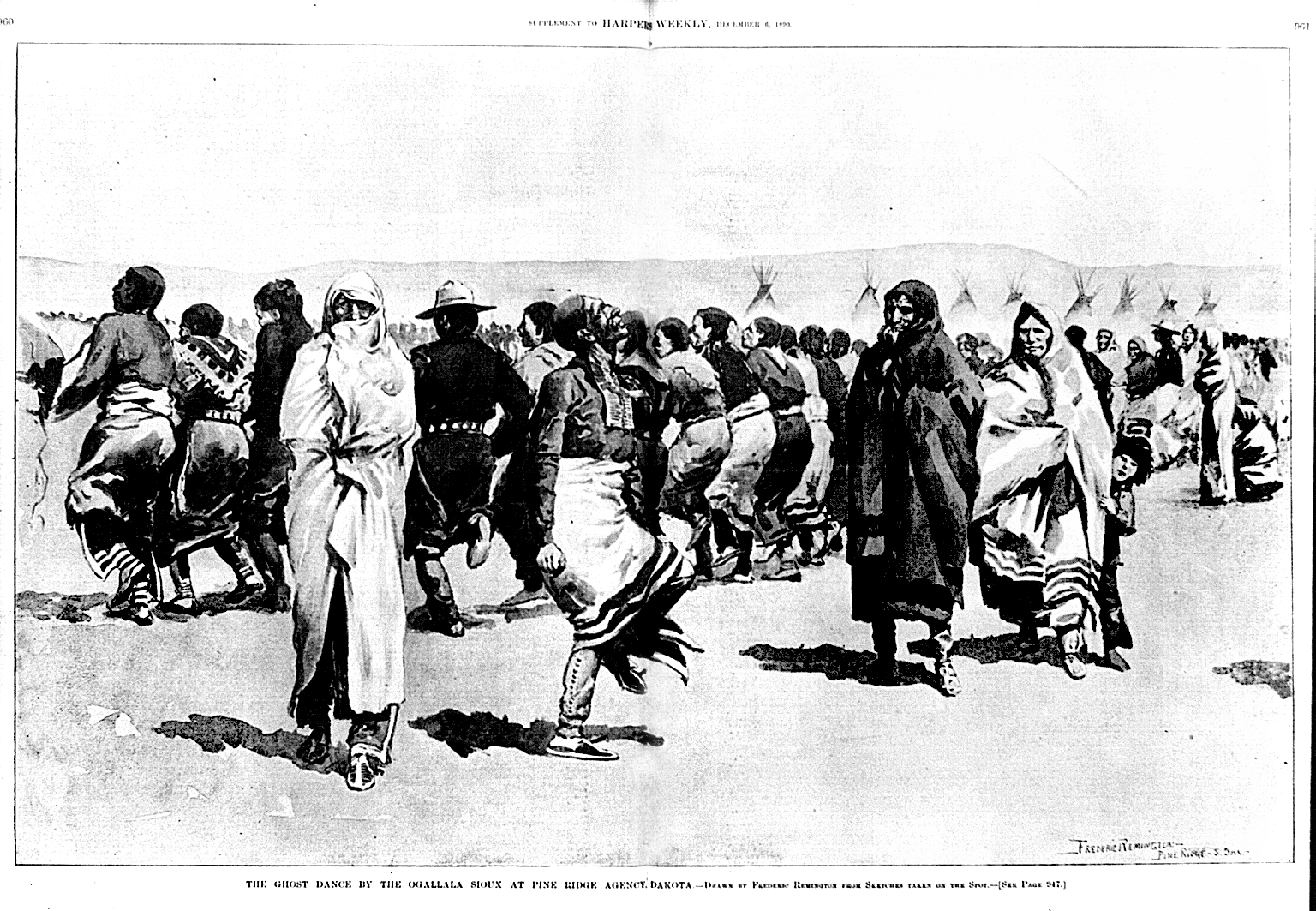
Geistertanz bei den Oglala-Lakota in der Pine Ridge Reservation

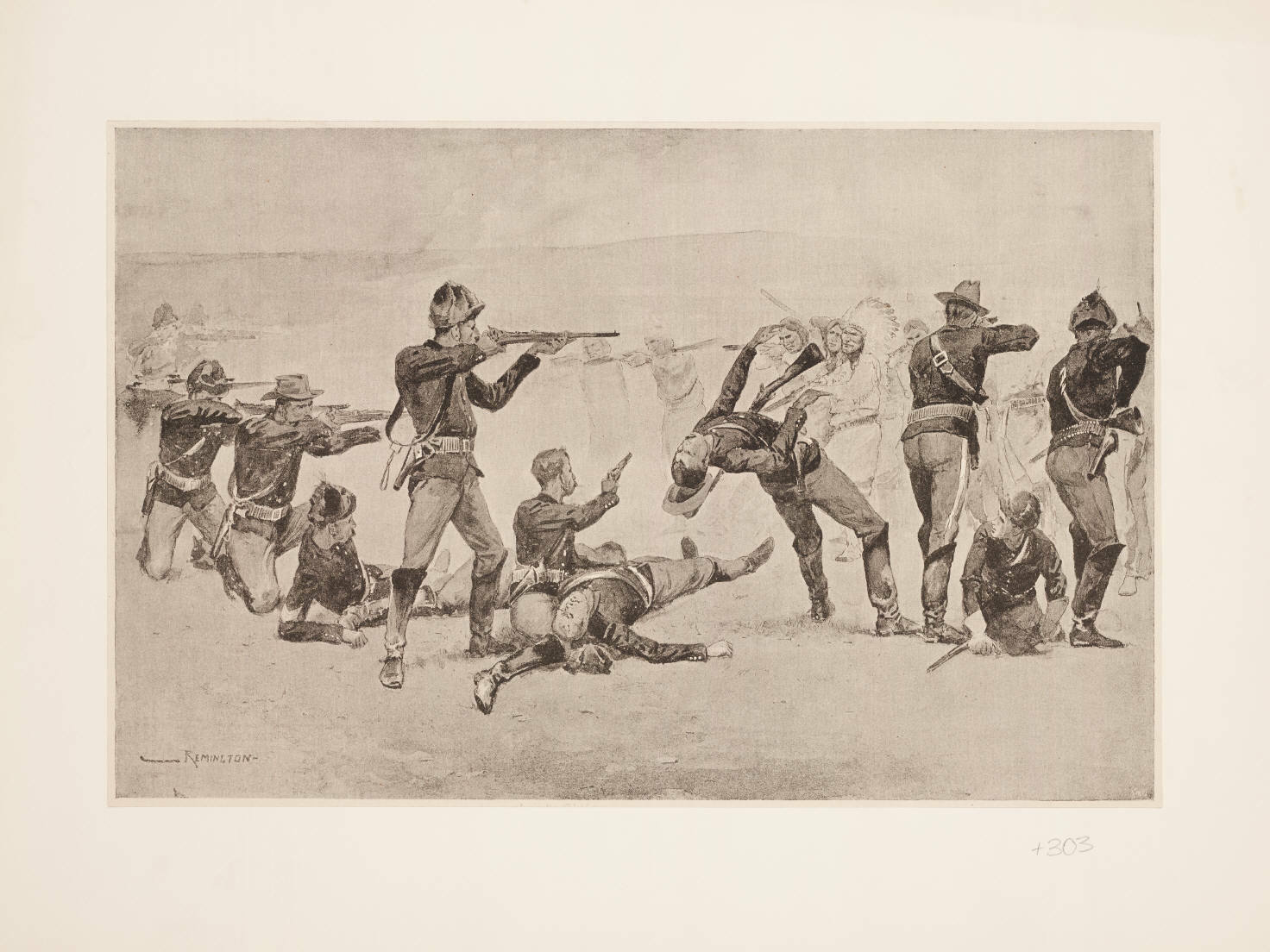
Beginn der Kampfhandlungen, Zeichnung von Frederic Remington, 1891, Harper’s Magazine

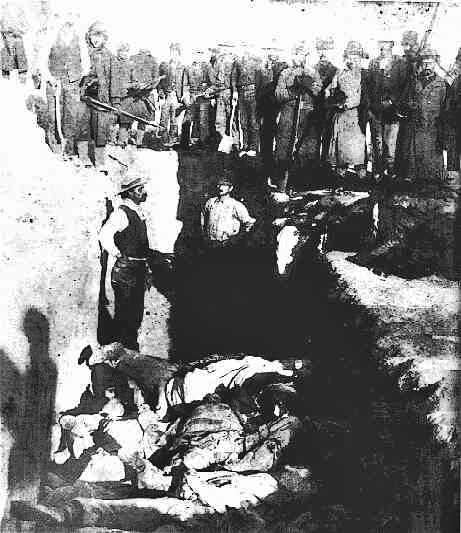
Indianer-Massengrab am Wounded Knee 1890

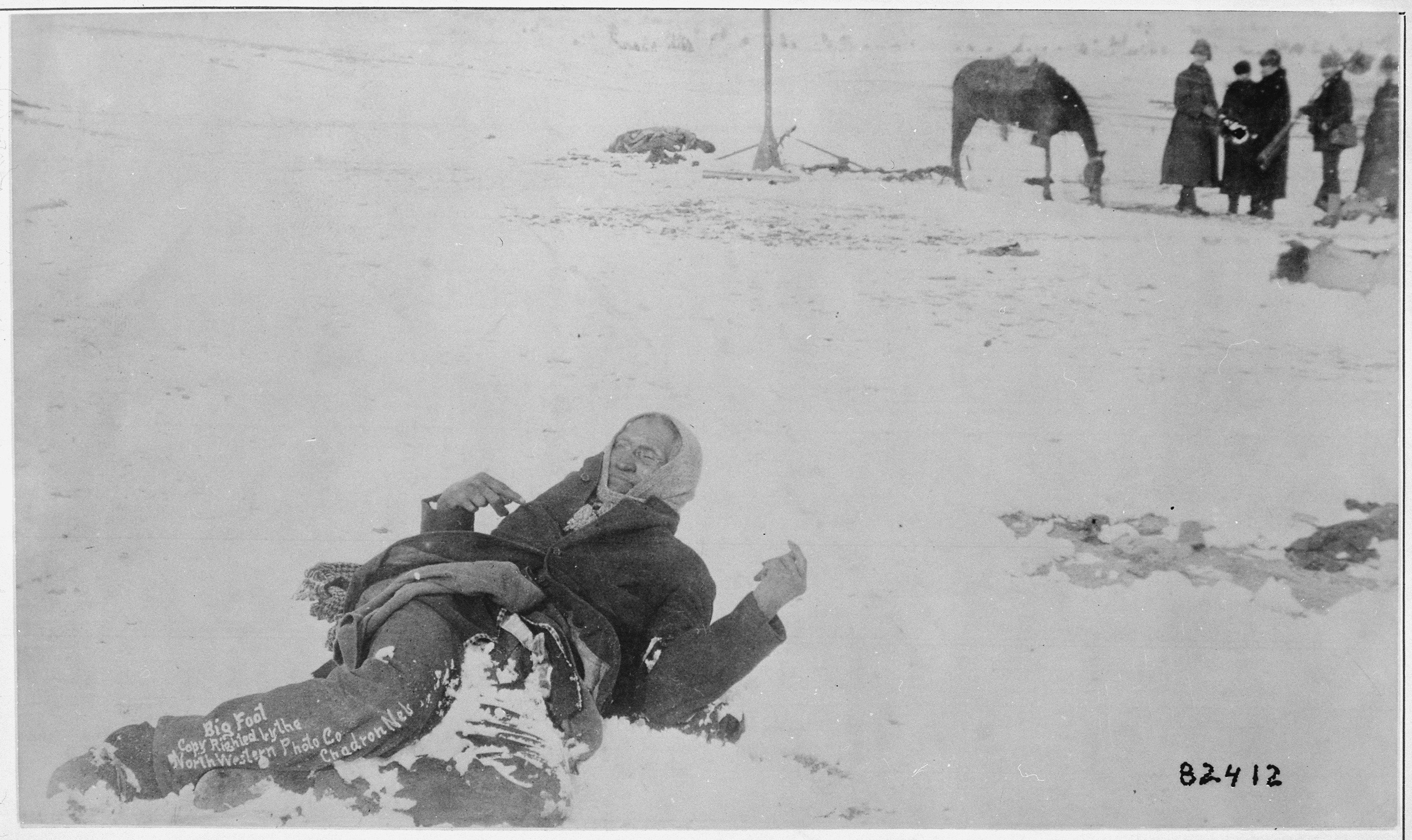
Häuptling Spotted Elk (in der Literatur auch „Big Foot“ genannt) tot im Schnee bei Wounded Knee (29. Dezember 1890)

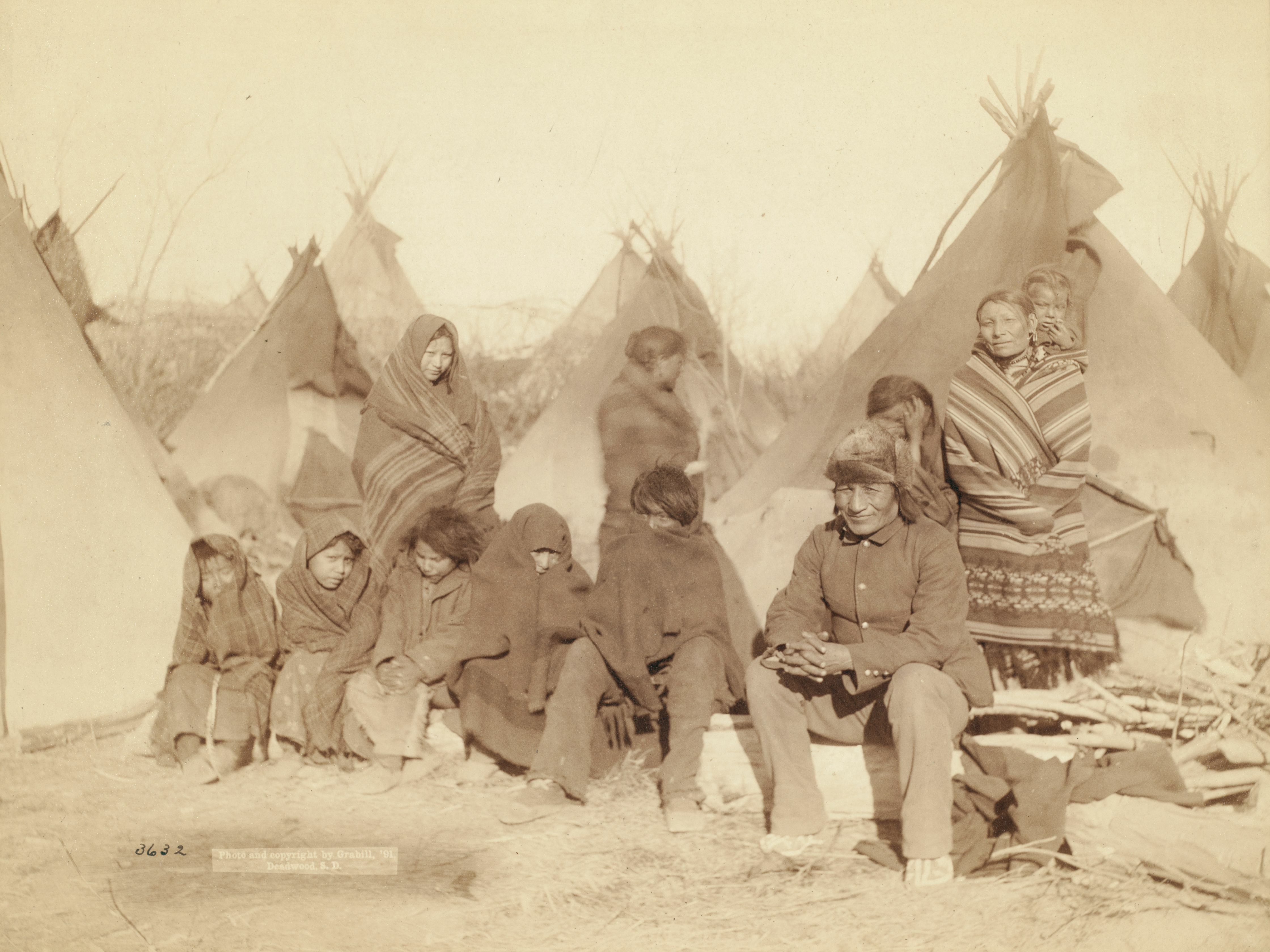
Einige der wenigen Überlebenden in Pine Ridge

Das Massaker von Wounded Knee (im Lakota-Dialekt: Chankpe Opi Wakpala) fand am 29. Dezember 1890 auf dem Gebiet der heutigen Ortschaft Wounded Knee in der Pine Ridge Reservation in South Dakota statt. Dabei wurden 300 wehrlose Angehörige verschiedener Sioux-Indianerstämme von Angehörigen des 7. US-Kavallerie-Regiments ermordet. Das Massaker brach den Widerstand der indigenen Bevölkerung in den Dakotas. Es beeinflusst die Kultur und das Leben der Reservats-Indianer bis heute. Alljährlich findet eine 14-tägige Gedenkveranstaltung statt, die das Leben in den Reservaten fast lahmlegt. Der Marsch von Standing Rock nach Pine Ridge wird durch Angehörige der Stämme nachgestellt.

## Vorgeschichte
Nach der Zerschlagung der Great Sioux Reservation 1889 und der nahezu vollständigen Ausrottung der Bisons durch weiße Siedler waren die Sioux-Indianer der Dakotas in einer verzweifelten Situation. Ihre Kultur drohte zu verschwinden. Aus einst stolzen Jägern waren Bittsteller geworden, die von Nahrungslieferungen des Bureau of Indian Affairs (BIA) abhängig waren. Ihre Kinder wurden oftmals in Internate weitab ihrer Heimat verschickt, wo das Sprechen ihrer Sprache verboten war. Diese Schulen wurden vielfach von christlichen Missionsstationen betrieben, die versuchten, die Indianer zu missionieren. Auch versuchte die Bundesregierung seit 1870, ihre Rituale und Tänze zu verbieten. Aus den Nomaden, die keinen privaten Landbesitz kannten, sollten sesshafte Bauern gemacht werden. Besonders der Dawes Act 1887 leitete diese Entwicklung ein.
Am 25. Juni 1876 kam es zur Schlacht am Little Bighorn, bei der das 7. US-Kavallerie-Regiment von den Sioux und ihren Verbündeten nahezu vollständig vernichtet wurde. Sie war einer der letzten großen Siege der Sioux. Nach der Schlacht verbannten tausende von zusätzlichen Soldaten die 25.000 Sioux in das Reservat. Durch den Bau von Eisenbahnen, durch den Fund von Gold in den Black Hills und durch weiße Siedler, die zur Verkleinerung des Reservatsgebietes und zur Eliminierung der Bisons führten, waren sie nicht mehr in der Lage, sich selbst zu versorgen. Auch waren die Böden oft zu schlecht für den Anbau von Lebensmitteln, und die Sioux hatten traditionell keinen Bezug zum Ackerbau. 125 Jahre davor waren sie aus den fruchtbaren Böden Minnesotas in die wasserarmen Steppen der Dakotas westlich des Missouri vertrieben worden, wo sie als halb sesshafte Jäger, Gärtner und Fischer gelebt und die Kultur der Prärie-Indianer angenommen hatten. Nun sollte ihre Kultur wieder radikal verändert werden. Unter ihrem spirituellen Führer Sitting Bull regte sich Widerstand.
Anfang 1890 erreichte die Geistertanzbewegung die Dakotas. Der Geistertanz war eine von vielen, letztlich erfolglosen Restaurationsbemühungen. Der Geistertanz breitete sich im April 1890 rasch über die Gebiete der ehemaligen Great Sioux Reservation aus. Besonders Pine Ridge war ein Zentrum der Bewegung, aber auch in der Standing Rock Reservation und der Cheyenne River Reservation fand sie schnell Anhänger. Sie führte zu massiven Spannungen innerhalb der Stämme. Nicht alle waren von ihr angetan. Besonders Indianer, die beim Bureau of Indian Affairs oder anderen Behörden der Vereinigten Staaten beschäftigt waren, sahen in der Bewegung eher eine Gefahr. Einige der Bewohner hatten bereits den christlichen Glauben angenommen und hatten Gebiete zur privaten Bewirtschaftung erhalten. Besonders in Cheyenne River und Standing Rock kam es zu Konflikten zwischen Anhängern des Tanzes und Bewohnern, die versuchten, sich mit den Weißen zu arrangieren und ihren zugewiesenen, privaten Grundbesitz zu verteidigen. Es ging auch um viel Geld. Senator Henry L. Dawes hatte für die 35.000 km², die abgetreten werden sollten, 1,25 Dollar pro Acre versprochen. Sitting Bull und seine Anhänger waren dagegen. Sie waren auch dagegen, Ackerbau zu betreiben, da die Böden dafür nicht geeignet waren: Verschwand das Präriegras, so konnten die Winde den ungeschützten Boden einfach wegblasen. Das Land war Weideland, stellte Sitting Bull fest, und er sollte recht behalten. Der Dust Bowl war die Konsequenz einer falschen Landwirtschaftspolitik in den Dakotas. Aber die meisten Sioux folgten ihm nicht und die Indianeragenten versuchten alles, um ihn mundtot zu machen.
Sitting Bull war eigentlich kein Anhänger des Geistertanzes. Er war Realist. Aber er unternahm auch nichts gegen die Bewegung, im Gegenteil: Er lud Prediger aus Pine Ridge ein, um seine Anhänger den Tanz zu lehren. Gegner der Abtretung von Land, der Aufteilung des Reservats in einzelne Parzellen und die Anhänger des Tanzes bildeten eine Gruppe.

## Flucht der Anhänger des Geistertanzes aus Standing Rock
Nach der Ermordung von Sitting Bull durch eigene Stammesangehörige flüchteten viele Lakota, darunter viele Geistertänzer, aus der Reservation Standing Rock. Ihr Ziel war Pine Ridge, etwa 200 Kilometer im Südwesten. Den Flüchtenden schloss sich auch Häuptling Spotted Elk (im Lakota-Dialekt Unpan Glešká), in der Geschichte meistens als Big Foot bekannt, mit Geistertanzanhängern seiner Gruppe aus der Cheyenne River Reservation an. Das Cheyenne River Reservat liegt südlich von Standing Rock. Der Häuptling war mit einem Planwagen unterwegs. Er war schwer an einer Lungenentzündung erkrankt. Die Planwagen trugen weiße Fahnen. Die Flüchtenden versuchten, die Pine Ridge Reservation im Südwesten von South Dakota, den Herd der Bewegung und das einwohnermäßig größte und stärkste Reservat im Süden von South Dakota, zu erreichen. Es wurde auch „the stronghold“ genannt. Sie versprachen sich Schutz von den Oglala-Sioux unter Häuptling Red Cloud. Dabei mussten sie Reservatsgebiete verlassen, da das Reservat 1889 in sieben kleinere Reservate aufgeteilt worden war und zwischen Cheyenne River und Pine Ridge ein Gebiet außerhalb der neuen Reservate zu durchqueren war. Die US-Armee befürchtete ein Wiederaufflammen von Kämpfen nach der Zerschlagung der Great Sioux Reservation. Sie erklärte alle Indianer, die außerhalb der Reservate angetroffen wurden, als feindselig. Das Heer verfolgte die Flüchtenden und stellte sie in den Badlands, einem unwirtlichen Ödland nördlich der Pine Ridge Reservation, also außerhalb des Reservats. Die Flüchtenden wurden mit Lebensmitteln versorgt und zum Wounded Knee gebracht, einem Nebenfluss des White River, etwa 20 Kilometer nordöstlich des Lagers der Oglala-Sioux, 8 Kilometer von den Badlands entfernt und innerhalb der Pine Ridge Reservation. Dort schlugen sie ihr Lager auf und mussten auf eine Entscheidung der Heeresführung warten, was mit ihrer Gruppe passieren sollte.

## Massaker
Oberst James William Forsyth hatte den Auftrag, die Sioux um Big Foot in ein Militärlager in Omaha zu deportieren. Die Sioux wurden zunächst informiert, dass sie alle Feuerwaffen auszuhändigen hätten. Unzufrieden mit der Anzahl der freiwillig abgegebenen Waffen, begannen die Soldaten, die Zelte zu durchsuchen. Forsyth war mit dem Ergebnis noch immer unzufrieden und ordnete eine Leibesvisitation an. Auch dies ließen die Indianer über sich ergehen – alle bis auf den Medizinmann Yellowbird, der heftigst protestierte und einige Schritte des Geistertanzes tanzte. Alarmiert suchten die US-Soldaten weiter. Als sie bei Black Coyote fündig wurden, der eine neue Winchester unter seiner Kleidung versteckt hatte und sich weigerte, das Gewehr abzugeben – immerhin habe er viel Geld dafür bezahlt und die Wegnahme des Gewehrs durch die US-Soldaten wäre endgültig gewesen –, kam es zu einem Gerangel, bei dem sich ein Schuss löste.
Hierauf begannen die US-Soldaten zu feuern. Aus auf den Anhöhen positionierten 42-mm-Hotchkiss-Gebirgskanonen verschossene Granaten töteten zahlreiche Indianer. Unter den Toten war auch Häuptling Spotted Elk. Auch 25 Kavalleristen starben, zumeist getötet von den Granaten der eigenen Seite. Nach dem Massaker wehte ein eisiger Blizzard 3 Tage über dem Schlachtfeld. Die Körper der meisten Toten erstarrten und konnten erst nach dem Abflauen des Sturms geborgen werden. Sie wurden in Massengräbern am Wounded Knee begraben. Nur wenige Mitglieder von Spotted Elks Gruppe überlebten und wurden in die Pine Ridge Agency des BIA gebracht, wo sie in einer katholischen Missionsstation versorgt wurden. Über die Anzahl der Toten gibt es widersprüchliche Angaben. Die Zahl schwankt zwischen 150 und 300.
Am Tag nach dem Massaker kamen Teile des 7. US-Kavallerie-Regiment selber in eine schwierige Situation. Sie wurden von bewaffneten Gruppen aus dem benachbarten Rosebud in ein Gefecht verwickelt und mussten von externen Kräften aus einer kritischen Lage gerettet werden (siehe Drexel Mission Fight).

## Nachwirkungen
Der Schriftsteller Lyman Frank Baum beklagte im Aberdeen Saturday Pioneer vom 3. Januar 1891 lediglich die toten US-Soldaten und forderte hinsichtlich des Konflikts mit den Indianern deren „totale Auslöschung“:

„Die merkwürdige Politik der Regierung, eine so schwache und schwankende Person wie General Miles zur Überwachung der unruhigen Indianer einzusetzen, hat zu einem schrecklichen Blutvergießen unter unseren Soldaten geführt (…) Es hat reichlich Zeit für schnelle und entschiedene Maßnahmen gegeben, die dieses Desaster verhindert hätten. (Diese Zeitung) hat zuvor erklärt, dass unsere Sicherheit von der totalen Auslöschung der Indianer abhängt. Nachdem wir ihnen jahrhundertelang Unrecht getan haben, sollten wir diesem noch ein weiteres Unrecht folgen lassen und diese ungezähmten und unzähmbaren Kreaturen vom Angesicht der Erde wischen (…) Andernfalls können wir erwarten, dass die kommenden Jahre genau so voller Schwierigkeiten mit den Rothäuten sein werden wie die vergangenen.“

Im 20. Jahrhundert wandelte sich die Sicht auf die Ereignisse. Vor allem das 1970 erschienene Sachbuch Bury My Heart at Wounded Knee (Begrabt mein Herz an der Biegung des Flusses) von Dee Brown beschrieb das Massaker als Schlusspunkt des Genozids an der indianischen Bevölkerung der Great Plains.

## Medal-of-Honor-Kontroverse
20 Mitglieder des Regiments bekamen für ihre Mitwirkung an dem Massaker die Medal of Honor, die höchste militärische Auszeichnung der amerikanischen Regierung. Sie wird verliehen für „auffallende Tapferkeit und Furchtlosigkeit bei Lebensgefahr weit über die Pflichterfüllung hinaus im Gefecht gegen einen Feind der Vereinigten Staaten“. Es gibt Bestrebungen von Seiten der Ureinwohner, dass diese Auszeichnungen wieder aberkannt werden.

## Musik
Im Jahre 1973 veröffentlichte die Rockgruppe Redbone ihren Hit We Were All Wounded at Wounded Knee; die Mitglieder Redbones hatten teilweise indianische Vorfahren. 19 Jahre später erschien Buffy Sainte-Maries Album Coincidence and Likely Stories mit dem Lied Bury My Heart at Wounded Knee. Ferner veröffentlichte der amerikanische Sänger Dean Reed 1980 in der ČSSR, in der DDR und in der UdSSR eine Langspielplatte, auf der sein Titel Wounded Knee In 73 erschien, in dem er sich mit den Ereignissen von 1973 beschäftigte.
Der US-amerikanische Countrysänger Johnny Cash beschäftigte sich in seinem Album Bitter Tears mit dem Untergang der Indianerstämme. Das Massaker bei Wounded Knee und den Tod des Häuptlings Big Foot verarbeitete er in einem Song mit dem Titel Big Foot auf seinem 1972 erschienenen Album America.
Die deutsche Psychedelic-Rock-Band Gila veröffentlichte 1973 ihre letzte von drei Langspielplatten unter dem Titel Bury My Heart at Wounded Knee.
Die deutsche Folk-Rock-Band Ape, Beck & Brinkmann veröffentlichte 1982 auf ihrer Langspielplatte Regenbogenland ein Lied mit dem Titel Wounded Knee, in dem sie auch auf die Lebenssituation der heutigen Indianer hinwies.
Der britische Popmusiker Nik Kershaw veröffentlichte 1989 auf seinem Album The Works ein Lied mit dem Titel Wounded Knee, wobei es um die Veränderungen des Lebens der Indianer geht. Dabei wird explizit auf die Reservate der Stämme und die Ungerechtigkeit der Siedler und späteren US-Bürger eingegangen.
Thobbe Englund und Nils Patrik Johansson schrieben das Metal-Stück Wounded Knee, das 2017 auf Englunds Soloalbum Sold My Soul veröffentlicht wurde.